# Ополье (природный район)

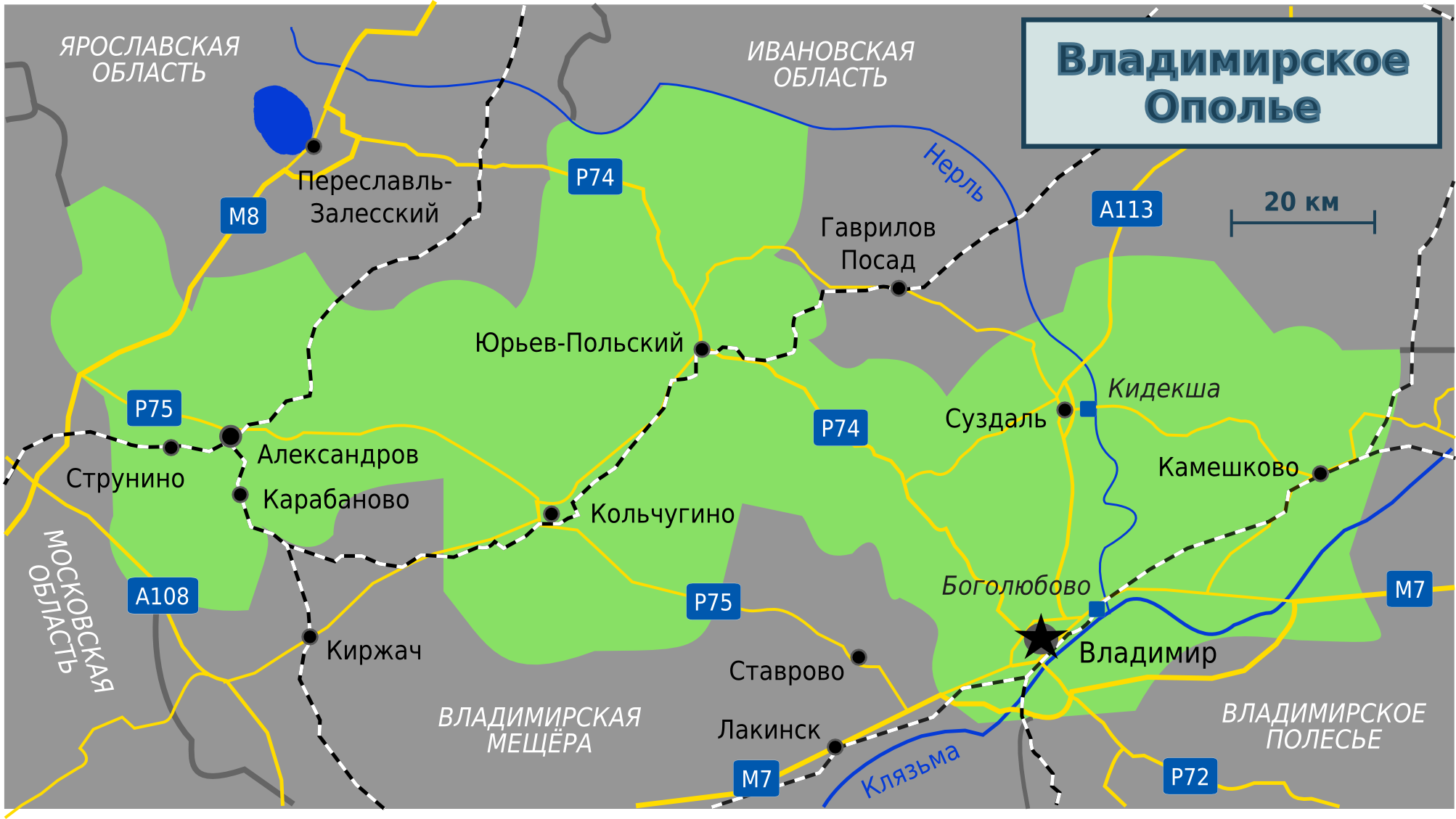

Опо́лье (Влади́мирское ополье, Су́здальское ополье, Ю́рьево ополье; участок Ополья на востоке Переславского района Ярославской области выделяется как Переславское ополье) — природный (ландшафтный) и исторический район, расположенный на смежных территориях Владимирской, Ивановской и Ярославской областей. Это овражистое волнисто-увалистое плато с абсолютными высотами от 120 до 165 м и плодородными серыми лесными почвами.
Исторически Ополье было одним из первых и основных направлений славянской колонизации Северо-Восточной Руси, став политическим ядром Ростово-Суздальской земли.

## Географическое положение
Территория Ополья является крайним северо-восточным понижением Смоленско-Московской возвышенности, продолжающей Клинско-Дмитровскую гряду на восток и юг до перехода в Клязьминско-Нерлинскую низину на северо-востоке и Мещёрскую низменность на юге. На востоке Ополье ограничивается Окско-Цнинским плато.
Площадь Ополья более 2000 км2. Район простирается примерно на 30 км с севера на юг и на 70 км с запада на восток.
Ополье лежит в бассейнах рек Нерли и Колокши. 
Данный район древнего земледелия занимает северо-западную часть Владимирской области (почти всю территорию Суздальского и Юрьев-Польского и небольшие части Кольчугинского и Собинского административных районов) и почти весь Гаврилово-Посадский район на юге Ивановской области, восточные окрестности города Переславля-Залесского в Ярославской области.
Основные города — Владимир, Суздаль, Судогда, Юрьев-Польский, Гаврилов Посад, Переславль-Залесский.

## Климат

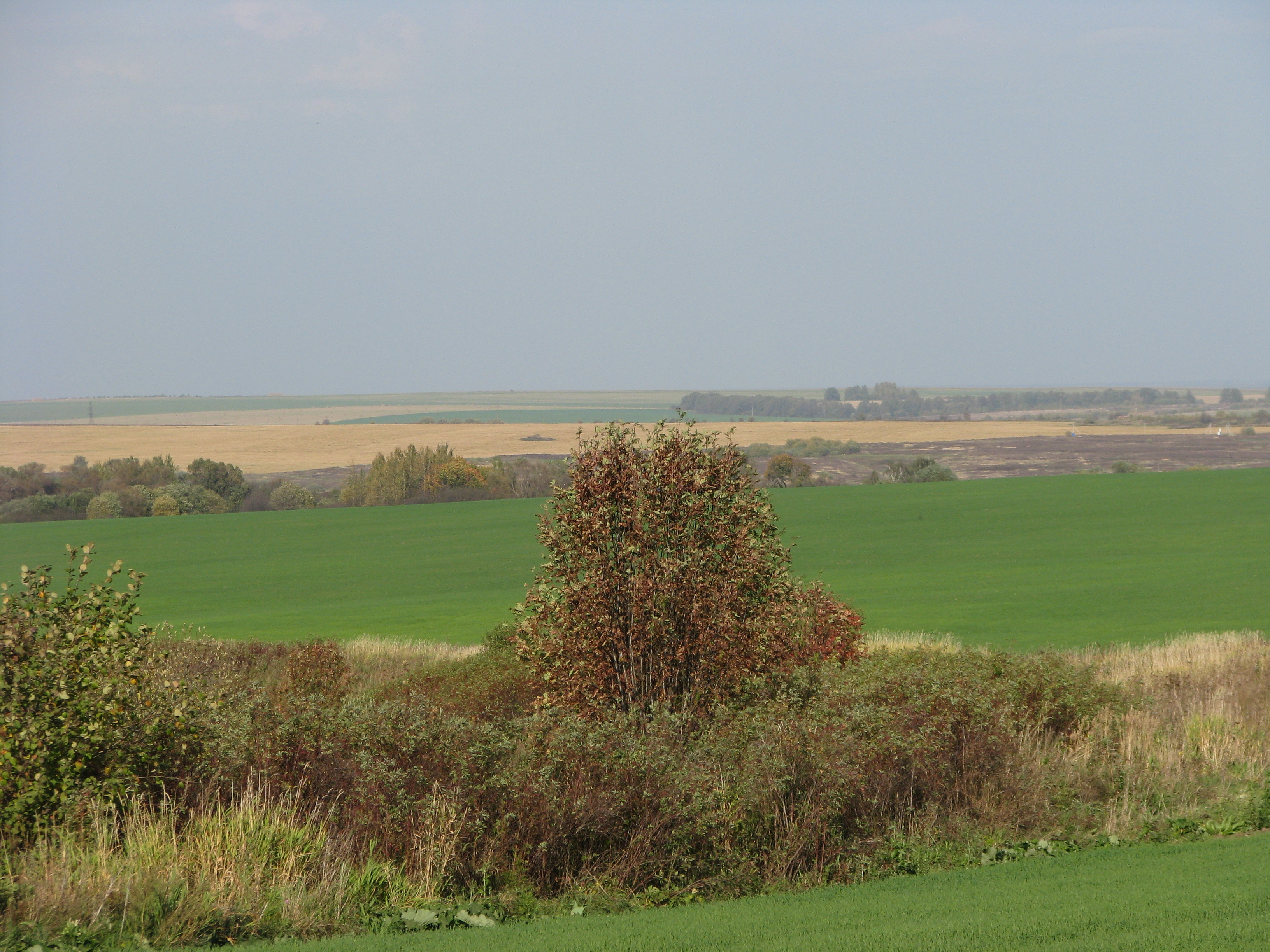
Типичный пейзаж Владимирского Ополья (возле села Гавриловского)

Климат несколько континентальнее, чем во Владимире: по многолетним данным, средняя температура января в Юрьев-Польском −11,4 °C, а июля +18,2 °C, тогда как во Владимире соответственно −11,3 °C и +18,0 °C, а в Александрове, также находящемся за пределами Ополья −11,0 °C и +17,8 °C. Что касается осадков, то Суздаль мало отличается от Владимира, Юрьев-Польский же — довольно значительно: 532 мм во Владимире в год и 497 мм в Юрьев-Польском, причем обращает на себя внимание существенное различие в летние месяцы. Так, с июня по август среднее количество осадков во Владимире 209 мм, а в Юрьев-Польском — 188 мм. Сравнительно пониженное количество летних осадков в Ополье в сочетании с более высокими температурами вызывает заметный дефицит влаги.
Этот дефицит усугубляется обилием в Ополье оврагов, усиливающих сток. Кроме того, здесь чаще, чем в других частях Владимирской области, наблюдаются суховеи.

## Растительность и флора
Растительность Ополья лесостепного облика, что отличает район от окружающих лесных территорий (отсюда происхождение названия).
Первобытная растительность Ополья, вероятно, «представляла собой чередование участков дубовых лесов с участками остепнённых лугов, переходящих местами в луговые степи». Дубовые леса сильно вырублены, а большая часть остепнённых лугов распахана. О былой природной растительности Ополья можно судить только по немногим уцелевшим остаткам.
Во флоре Ополья представлены некоторые более южные виды, не известные или очень редкие в других районах Владимирской области:
- Carex montana L. — Осока горная[4]
- Onopordum acanthium L. — Татарник колючий
- Phleum phleoides (L.) H.Karst. — Тимофеевка степная[5]
- Thesium ebracteatum Hayne — Ленец бесприцветниковый[1].

## Сельское хозяйство
На территории переславского Ополья с древних лет культивировали рожь и овёс, горох и гречиху, позднее лён и ячмень. Село Большая Брембола считается колыбелью отечественного картофелеводства скороспелых сортов.
Плодородные почвы переславского Ополья сторицей воздавали крестьянскому труду. Крестьянин Голышев из села Ивановское Переславской волости уже в 1922 году добился урожая ржи в 114 пудов, овса 139 пудов, картофеля 933 пуда с десятины. В Успенском сельскохозяйственном техникуме в 1920 году собирали 25—30 ц озимой пшеницы, 50—60 ц сена, больше 500 центнеров кормовых корнеплодов с одного гектара.
На таком изобилии корма пестовалась порода коней «советский тяжеловоз» — животных небывалой силы и безмерной выносливости.
В небывало жестоком и засушливом 1981 году переславские аграрии добились средних результатов. В совхозе имени В. И. Ленина засуха уничтожила летнее сено, поэтому от каждой коровы получили всего лишь 2,7 тонны молока. В Савельевской ферме надой составил не более 3,1 тонн от коровы.

## Почвы
Среди почв района преобладают серые лесные почвы (народное название — «владимирские черноземы»), залегающие часто на лёссовидных суглинках — сильно пылящей при высыхании мелкоземистой породе палевого или рыжеватого цвета. Впрочем, классификация почв Ополья является одним из наиболее дискуссионных вопросов географии почв Европейской России.
Плодородие переславского Ополья покоится на мощном гумусовом горизонте, который достигает толщины 30 сантиметров, среднее содержание перегноя составляет 3,5—5 %.